# جیسون کرو
جیسون کرو (انگلیسی: Jason Crowe؛ زادهٔ ۳۰ سپتامبر ۱۹۷۸) فوتبالیست اهل بریتانیا است.
از باشگاه‌هایی که در آن بازی کرده‌است می‌توان به باشگاه فوتبال آرسنال، باشگاه فوتبال پورتسموث، باشگاه فوتبال گریمزبی تاون، باشگاه فوتبال نورث‌همپتون تاون، باشگاه فوتبال لیدز یونایتد، باشگاه فوتبال برنتفورد، باشگاه فوتبال لیتون اورینت، باشگاه فوتبال کریستال پالاس، باشگاه فوتبال کوربی تاون، و باشگاه فوتبال نورث‌همپتون تاون اشاره کرد.
وی همچنین در تیم ملی فوتبال زیر ۲۰ سال انگلستان بازی کرده‌است.